# Новопавлівка (Кривий Ріг)
Новопа́влівка — історична місцевість у Тернівському районі Кривого Рогу. Колишнє село. Розташовується на правому берегу річки Саксагань. Є західною частиною сучасних Веселих Тернів

## Історія

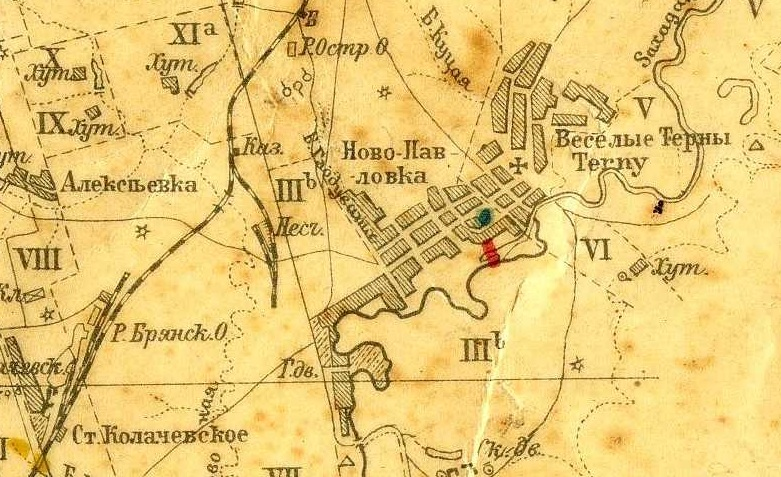
Новопавлівка на початку XX століття

У XIX — на початку XX століть входило до Веселотернівської волості Катеринославської губернії.
1886 року населення слободи становило 719 осіб. У селі було 149 господарських дворів, 1 синагога, 3 магазини, ярмарок, винний погріб й паровий млин.